# Ficedula disposita
Ficedula disposita е вид птица от семейство Muscicapidae. Видът е почти застрашен от изчезване.

## Разпространение
Видът е разпространен във Филипините.